# Delfinari

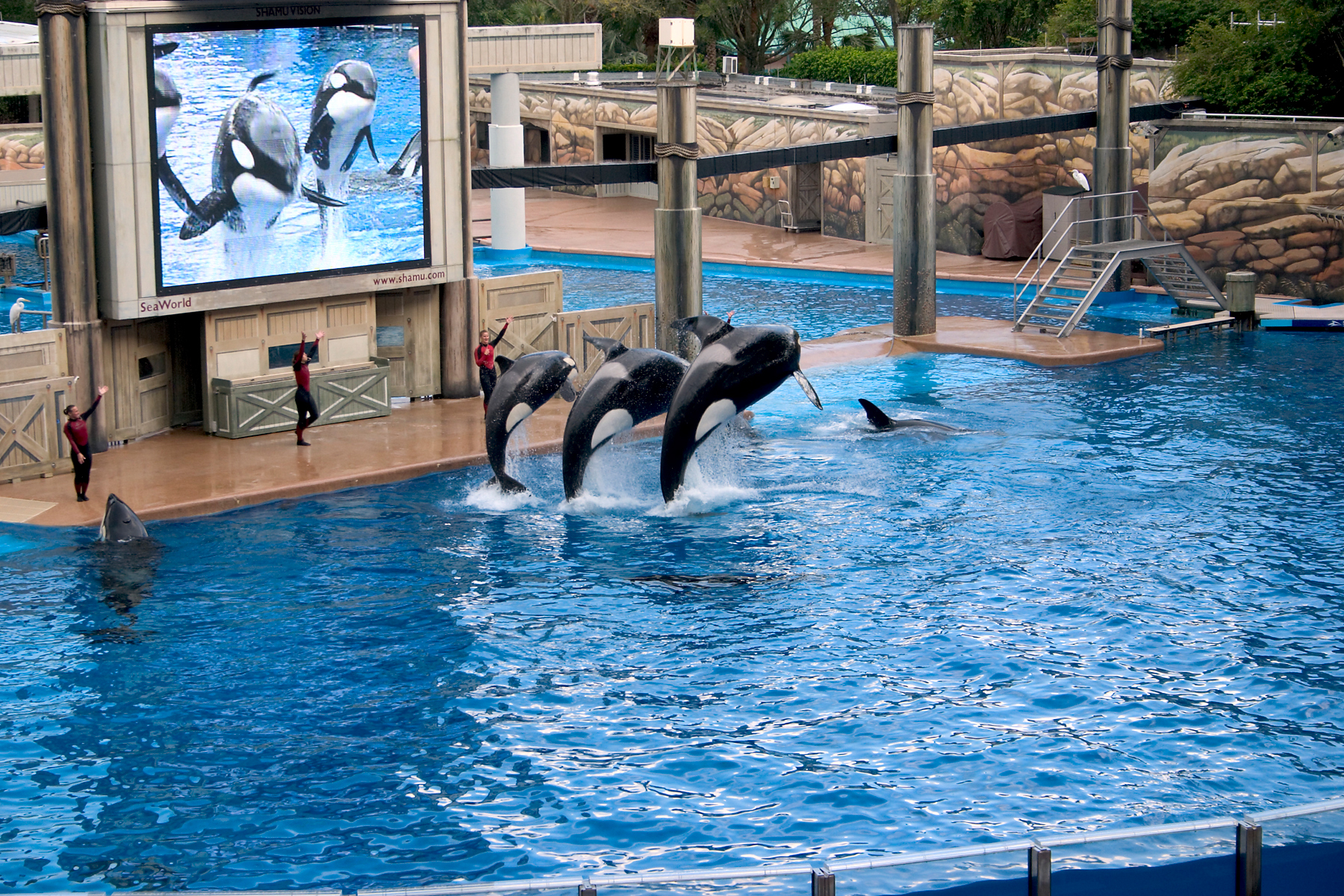
Orques actuant a l'estadi Shamu a SeaWorld a Orlando, Florida.

Un delfinari és un aquari per a dofins. Els dofins sovint es mantenen en una gran piscina, tot i que de vegades poden estar mantinguts en recintes a mar obert, tant per recerca com per actuacions en públic. Alguns delfinaris consisteixen en una piscina on els dofins actuen per un públic, d'altres formen part de parcs més grans, com parcs de mamífers marins, zoològics o parcs temàtics, mantenint a altres animals i tenint també altres atraccions.
Mentre que els cetacis havien estat mantinguts en captivitats des dels anys 1860, el primer delfinari comercial es va obrir el 1938. La popularitat va créixer ràpidament fins als anys 1960. Des dels anys 1970, la inquietud creixent de la cura d'animals va portar a fer una regulació més estricta, que va resultar amb el tancament d'alguns delfinaris en certs països. Tot i això, encara hi ha molts delfinaris per tot Europa, Japó i Amèrica del Nord.
L'espècie més comuna de dofí mantinguda en delfinaris són els dofins mulars, ja que són relativament fàcils d'entrenar i tenen una esperança de vida alta en captivitat. Mentre que el comerç de dofins està regulat internacionalment, altres aspectes de la cura dels dofins en captivitat com ara la mida mínima i les característiques de la piscina varien segons el país. Tot i que es percep el benestarisme ha millorat durant les últimes dècades, força grups de drets i benestar d'animals consideren mantenir dofins una forma d'abús d'animals.

## Història
Tot i que els cetacis s'han mantingut en captivitat en Amèrica del Nord i Europa durant els 1860, sent-ne els primers un parell de belugues al museu de Nova York, els dofins foren mantinguts per entreteniment de pagament al delfinari de Marine Studios fundat el 1938 a Saint Augustine, Florida. Fou aquí on es va descobrir que es podien entrenar els dofins per tal de fer trucs. Molts altres delfinaris van començar a mantenir dofins per entreteniment seguint l'èxit de Marine Studios. Els anys 1960, la popularitat dels delfinaris va créixer després de la pel·lícula Flipper i la sèrie de televisió que se'n va fer. L'any 1966, es va exportar el primer dofí a Europa. En aquells temps, els delfinaris podrien créixer ràpidament degut a la falta de legislació i de preocupació pel benestar dels animals.
Noves lleis, en especial la Marine Mammal Protection Act de 1972 als Estats Units, en combinació amb una visió més crítica sobre el benestar dels animals, van forçar molts delfinaris d'arreu a tancar. Un exemple destacat és el del Regne Unit; a principis de la dècada de 1970 hi havia com a mínim 36 delfinaris i espectacles amb dofins; tanmateix, l'últim delfinari va tancar el 1993. L'últim delfinari d'Hongria va tancar el 1992, i el 2005 tant Xile com Costa Rica van prohibir mantenir cetacis en captivitat. Tanmateix, actualment existeixen al voltant de 60 delfinaris a Europa, dels quals 34 són a la Unió Europea. El Japó, Mèxic i els Estats Units també tenen nombres relativament grans de delfinaris.

## Disseny

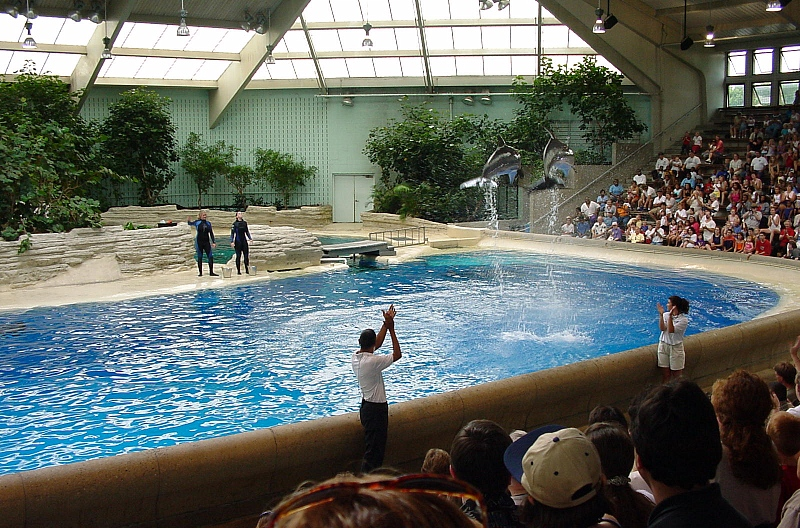
El delfinari del Zoo de Brookfield a Chicago

N'existeixen diversos dissenys, però el delfinari comú per a espectacles amb públic sovint consisteix en grades pel públic al voltant d'una piscina semicircular, de vegades amb parets de vidre que permeten veure sota l'aigua, i una plataforma al mig des d'on els entrenadors dirigeixen i presenten l'espectacle.
L'aigua de les piscines s'ha de filtrar contínuament per mantenir-la neta pels dofins i els espectadors, i la temperatura i composició de l'aigua s'ha de controlar per coincidir amb les condicions que els dofins estant en llibertat. En absència de regulacions internacionals comunes, les directrius sobre la mida mínima de les piscines varia segons el país. Per indicar la mida de la piscina, la European Association for Aquatic Mammals recomana que una piscina per a cinc dofins tingui una superfície de 275 m², amb 75 m² més per cada animal addicional, que tingui una fondària de 3,5 m i un volum d'aigua de 1000 m³ com a mínim, amb 200 m³ per cada animal addicional. Si es compleixen dues de les tres condicions, i la tercera no és menys d'un 10% de l'estàndard, la EAAM considera que la mida de la piscina és acceptable.

## Crítiques

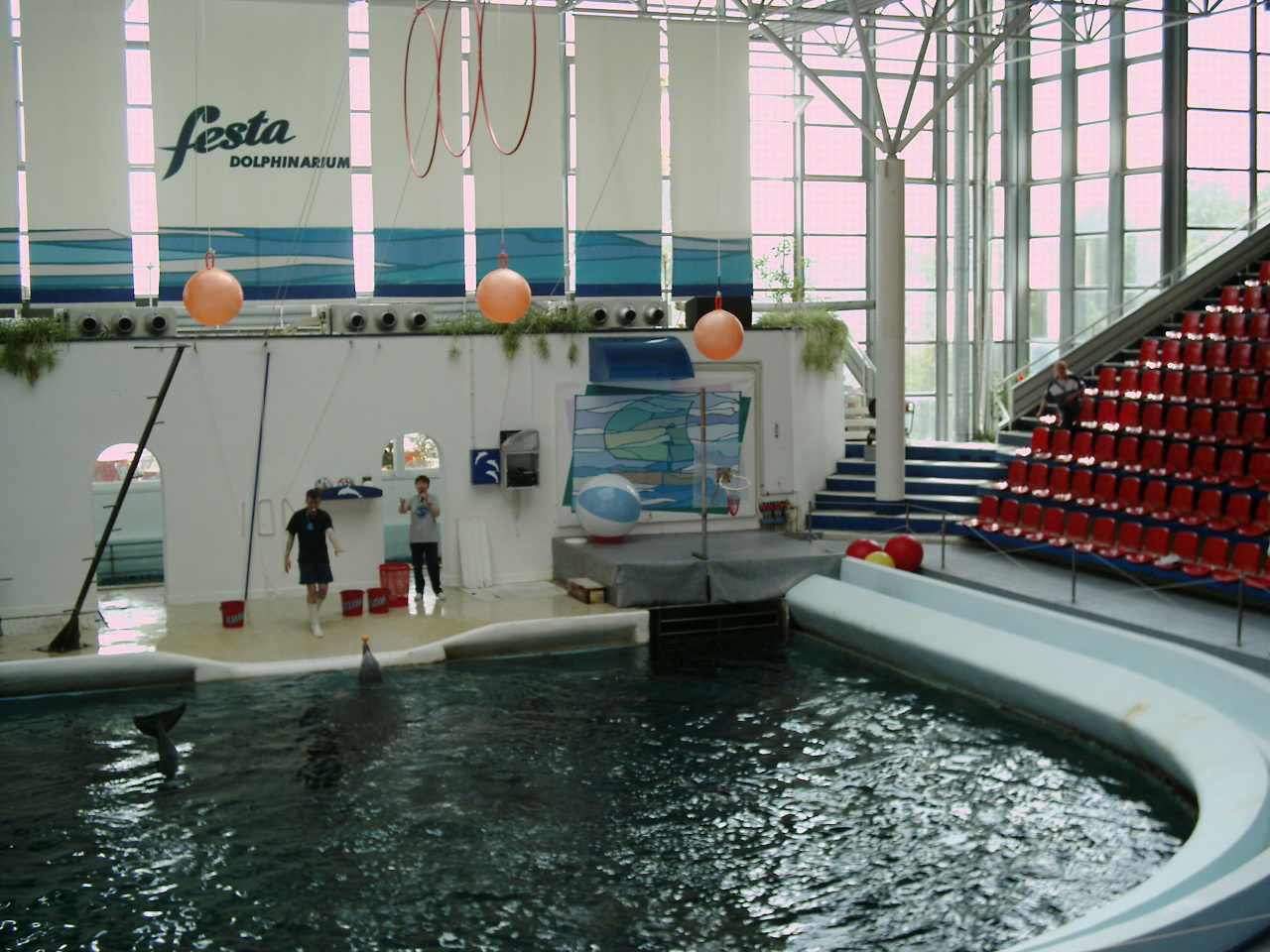
El delfinari Festa a Varna, Bulgària

Grups a favor del benestar dels animals com World Animal Protection consideren que mantenir dofins en captivitat és una forma d'abús d'animals. Els arguments principals són que els dofins no tenen prou llibertat de moviment a les piscines, independentment de la mida de la piscina, i no són estimulats prou; en llibertat, els dofins neden centenars de quilòmetres cada dia. Els dofins sovint mostren comportament repetitiu en captivitat i de vegades són agressius amb altres animals o persones. En alguns casos, el seu comportament porta a la seva mort.
La longevitat dels dofins en captivitat és un altre subjecte de debat. Hi ha investigacions que mostren que les orques tenen una ràtio de supervivència més baixa en captivitat; tanmateix, no hi ha diferències significatives entre les ràtios de supervivència entre dofins mulars salvatges i en captivitat. Ara bé, no proporciona un estat de la qüestió global; per exemple, els dofins mulars de Jamaica tenen un índex de mortalitat molt elevat.
Alguns científics han suggerit que la intel·ligència "excepcionalment elevada" dels dofins fa que s'hagin de reconèixer com a "persones no humanes". El 2013, el Ministeri d'Ambient i Boscos de l'Índia va prohibir la captivitat dels dofins per aquest motiu, considerant "moralment inacceptable mantenir-los en captivitat per motius d'entreteniment."